# Ryan Seacrest

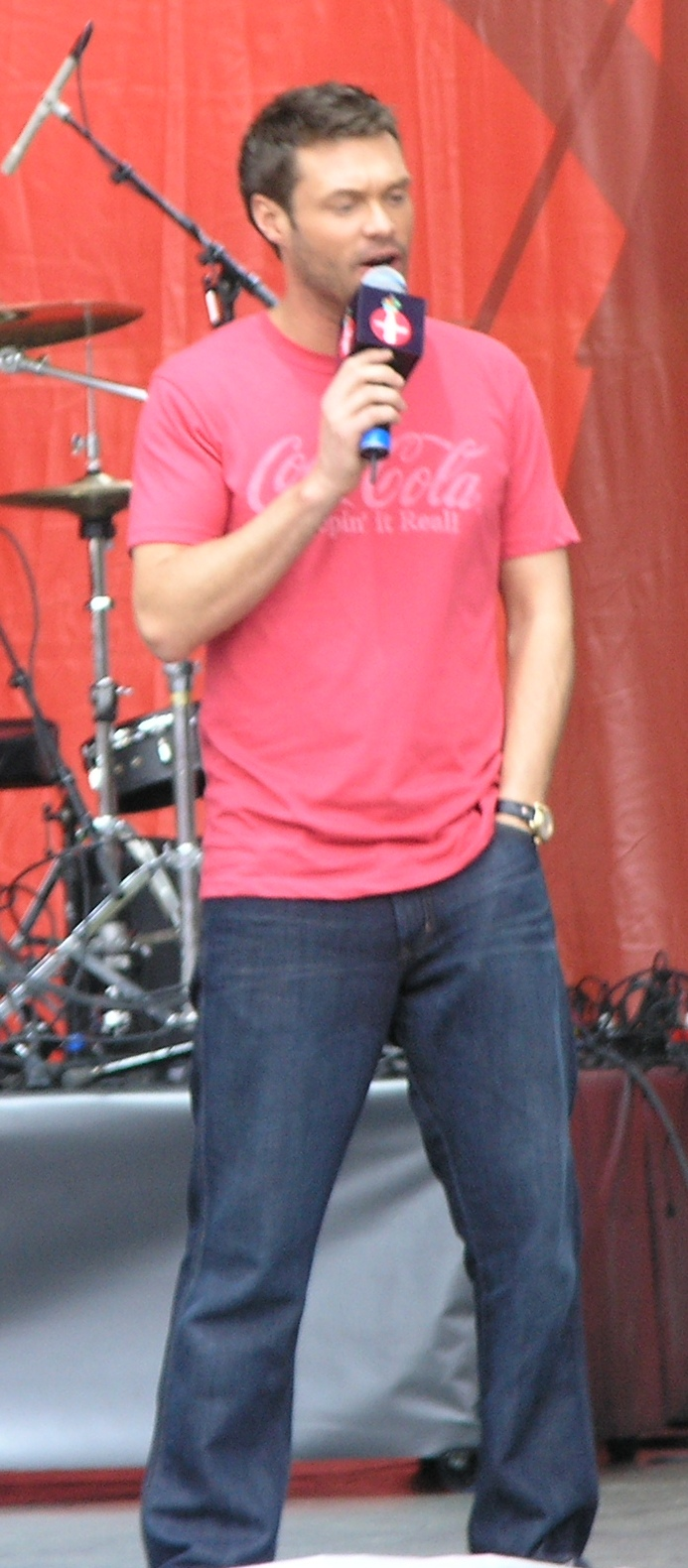
Ryan Seacrest năm 2007

Ryan John Seacrest (sinh ngày 24 tháng 12 năm 1974) là một người dẫn chương trình truyền hình, nhân vật nổi tiếng và doanh nhân người Mỹ và từng được đề cử giải Emmy. Ryan Seacrest nổi tiếng với vai trò người dẫn chương trình của cuộc thi âm nhạc American Idol trên kênh FOX. Bên cạnh đó, anh còn là người đồng dẫn chương trình cho nhiều chương trình khác nhau như E! News và Dick Clark's New Year's Rockin' Eve trên kênh ABC. Bên cạnh đó, anh còn làm cho một số chương trình phát thanh như On Air with Ryan Seacrest trên sóng KIIS-FM tại Los Angeles và American Top 40 trên Premiere Radio Networks.

## Tiểu sử
Ryan Seacrest ra đời tại Dunwoody, Georgia, là con trai của Constance Marie née Zullinger, một người nội trợ và Gary Lee Seacrest, một luật sư. Anh còn có một em gái nữa là Meredith mà mang trong mình dòng máu Thụy Sĩ. Khi còn nhỏ, mong ước của anh là sau này trở thành một DJ và anh đã thần tượng Casey Kasem và Dick Clark, những người dẫn chương trình truyền hình của Mỹ. Khi học trung học, anh là phát thanh viên buổi sáng cho trường. Anh còn là một thành viên của báo trường, tham gia câu lạc bộ người mẫu Liên Hợp Quốc và là đội trưởng đội bơi của trường trung học.
Anh tốt nghiệp trung học năm 1993 và đến học tại Đại học Georgia. Năm 19 tuổi, anh rời trường đại học để đến Hollywood theo đuổi sự nghiệp của mình.

### Cuộc sống riêng tư
Ryan Seacrest nổi tiếng với nhiều mối quan hệ khác nhau với phụ nữ. Anh từng hẹn hò với Kerri Kasem năm 2003, Shana Wall từ 2003-2005, Paulina Rubio 2005-2006, Sherryl Crow 2006, Holly Huddleston và Sophie Monk hồi đầu năm 2008. Tháng 12 năm 2008, anh được cho là có quan hệ với cựu Miss USA Tara Conner.
Tháng 3 năm 2006, một bức ảnh Ryan Seacreast hôn Teri Hatcher bị tiết lộ. Sau đó anh trả lời trong chương trình The Ellen DeGnerous Show rằng hai người đã từng hẹn hò vài lần với nhau nhưng mối quan hệ chỉ dừng lại như vậy.
Trong một bài phỏng vấn khác năm 2003, anh phủ nhận tin đồn mình là gay.

## Sự nghiệp
Ryan Seacrest nổi tiếng với vai trò người dẫn chương trình của cuộc thi American Idol. Anh là người đồng dẫn chương trình với Brian Dunkleman trong mùa đầu tiên của cuộc thi diễn ra năm 2002 và sau đó trở thành người dẫn chương trình duy nhất của cuộc thi hiện tại.
Bên cạnh American Idol, Ryan Seacrest còn tham gia nhiều chương trình khác nữa như vào tháng 1 năm 2004, anh tham gia chương trình On Air with Ryan Seacrest nhưng không thành công do lượng khán giả thấp. Cũng trong tháng đó, anh trở thành người dẫn chương trình American Top 40. Tháng 1 năm 2005, anh dẫn chương trình buổi hòa nhạc "Celebration of Freedom" tại Wasshington, D.C.